# Ко (Муромачи период)
Ко (康応) је јапанска ера (ненко) Северног двора током првог раздобља Муромачи периода, познатог још и као Нанбокучо период. Настала је после Какеи и пре Меитоку ере. Временски је трајала од фебруара 1389. до марта 1390. године. Владајући монарх у Кјоту био је цар Го-Комацу а у Јужном двору у Јошину цар Го-Камејама.
У исто време на југу текла је ера Генчу (1384–1393).

## Важнији догађаји Ко ере
- 1389. (Ко 1): Подела у клану Токи се и даље наставља.[4]
- 1389. (Ко 1): Јошимицу заводи ред на острву Кјушу и дели њено земљиште. У међувремену се успротивљује Ашикаги Уџимицуу који је Камакурин „канреи“.[4]
- 1389. (Ко 1, седми месец): Удаиџин Саиоинџи Санетоши умире у 56 години.[5]
- 1390. (Ко 2): Кусуноки је поражен. Јамана Уџикијо кажњава Токинагу.[4]